# 莫斯科爱乐乐团
莫斯科爱乐乐团（俄语：Академический симфонический оркестр Московской филармонии）为坐落于俄罗斯莫斯科的管弦乐团，于1951年由萨穆伊尔·萨莫苏德以莫斯科青年管弦乐团的名义初创。其本是为年轻无经验的乐手而设，于1953年得获现名。该乐团与其常驻指挥基里尔·康德拉辛联系最为密切，于其执棒下乐团首演了肖斯塔科维奇的第四及第十三交响曲及一些其他作品。1967年4月，莫斯科爱乐偕康德拉辛赴日本作一次重要巡演，是次巡演的录音光盘于厂牌Altus名下制成面世。
该乐团于自1998年始就任之首席指挥尤里·西蒙诺夫执棒之下亦经繁荣。近年来其已在英国、法国、德国、斯洛文尼亚、克罗地亚、波兰、立陶宛及西班牙演出，于香港、日本及韩国等地也有出演。
该团也曾与作曲家伊戈尔·斯特拉文斯基、本杰明·布里顿及克里斯托弗·潘德列茨基合作。

## 音乐总监
- 萨穆伊尔·萨莫苏德（英语：Samuil Samosud）（1951－1957）
- 纳坦·拉赫林 （1957－1960）
- 基里尔·康德拉辛（1960－1975）
- 德米特里·基塔延科（英语：Dmitri Kitayenko）（1976－1990）
- 瓦西里·西奈斯基（1991－1996）
- 马克·埃尔姆列尔（英语：Mark Ermler）（1996－1998）
- 尤里·西蒙诺夫 （1998－）

## 参看
- 俄罗斯爱乐乐团
- 俄罗斯国家爱乐乐团